# Marpress
Wydawnictwo Marpress sp z.o.o – gdańska oficyna wydawnicza, założona przez Władysława i Grażynę Kaweckich w 1991 roku.

## Historia
Wydawnictwo powstało w 1991 roku. Od początku istnienia nawiązuje do tradycji i serii dawnego Wydawnictwa Morskiego. Publikuje ono kilka serii wydawniczych, między innymi Bałtyk (proza krajów nadbałtyckich), Marynistyka, Współczesna Proza Gdańska, książki historyczne, popularnonaukowe oraz dla dzieci. Wśród autorów związanych z Marpressem znajdują się: Aleksandra Majdzińska, Barbara Piórkowska, Emma Popik,  Agata Półtorak, Agatha Rae, Eugeniusz Kupper, Andrzej Januszajtis, Roman Landowski, Jerzy Samp, Andrzej Urbańczyk i Brunon Zwarra.

## Nagrody
- Medal Księcia Mściwoja II za szczególny wkład w prezentację dorobku trójmiejskiego środowiska humanistycznego przez publikacje o dziejach i ludziach Gdańska (2000)[3]